# Oracle de Delfos

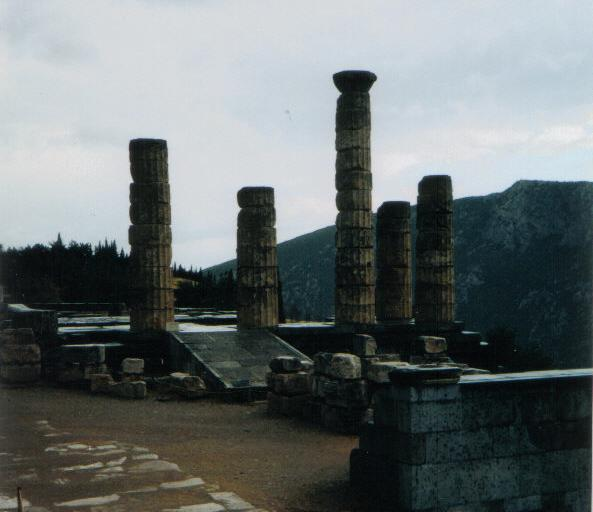
Ruïnes de Delfos

Localització de Delfos

L'oracle de Delfos va ser el més important dels oracles de l'antiga Grècia. Era dedicat al déu Apol·lo, i es trobava al santuari de Delfos, al peu de la muntanya del Parnàs (Fòcida). La sacerdotessa, anomenada Pítia, atenia els visitants al temple d'Apol·lo de Delfos, els quals consultaven la divinitat sobre temes diversos i s'obtenien les seves respostes i prediccions. L'oracle de Delfos influí molt en la colonització de les costes de la Magna Grècia i arribà a ser el centre religiós del món hel·lènic.

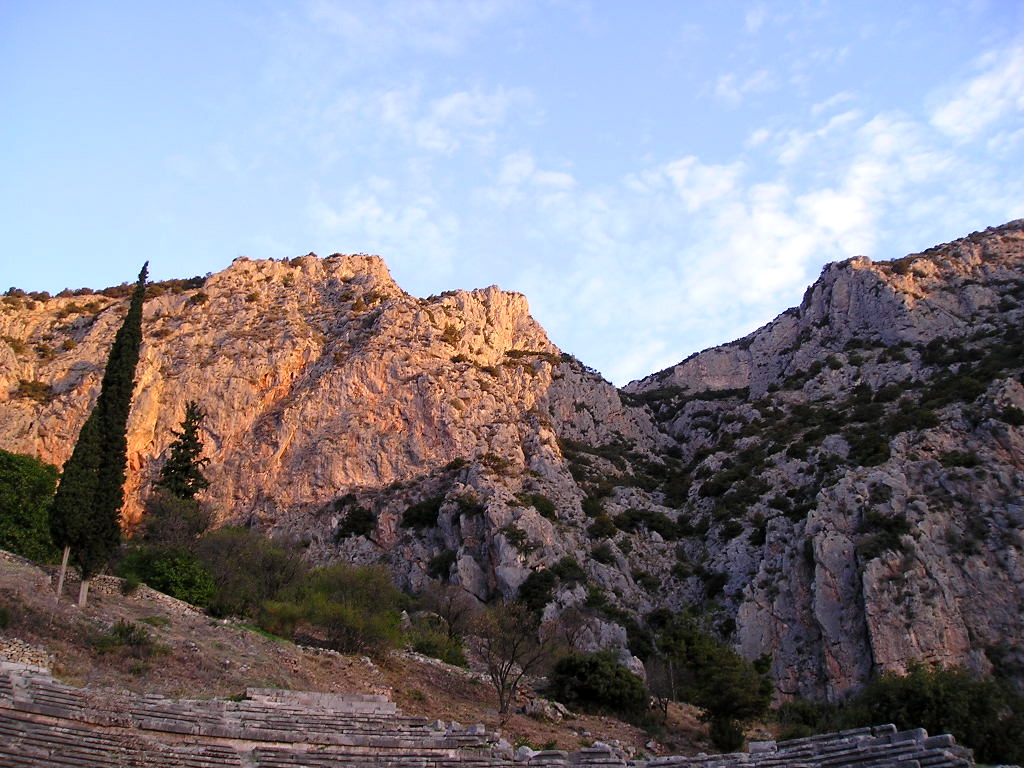
Els pics Fedríades ('els Brillants') de Delfos

## Orígens i mitologia
El nom de Delfos (en grec antic: Δελφοί, Delphoi) prové de la mateixa arrel que delphýs (δελφύς), que significa 'matriu', que també ha fornit els mots adelphós, adelphé (ἀδελφός, ἀδελφή) 'germà, germana' i delphís (δελφίς) 'dofí' ('peix en una matriu').
Segons els antics, originàriament s'havia anomenat Pito, en referència a la serp Pitó (Πύθων), la qual, segons el mite, vivia en una cova d'aquests paratges i a la qual el déu Apol·lo va donar mort per apoderar-se de la seva saviesa i ser ell qui presidís l'oracle. Segons el mite, després de donar mort a la serp Apol·lo va guardar-ne les cendres en un sarcòfag i va fundar en el seu honor uns jocs fúnebres, els Jocs Pítics. Més tard, va córrer la llegenda que aquest sarcòfag es trobava enterrat sota l'òmfal, pedra el nom de la qual significa 'llombrígol del món', al temple d'Apol·lo a Delfos. Del nom de la serp Pitó derivaria el de la Pítia (Πυθία) o Pitonissa, la sacerdotessa que oferia les respostes als consultants. El temple d'Apol·lo s'anomenava també Pítion (Πύθιoν), i, a Delfos, el mateix Apol·lo rebia l'epítet d'Apol·lo Piti.
Segons els antics, l'origen de les inspiracions divines era, en un principi, la Gran Mare, la deessa primigènia de la Terra, Gea, que sabia el futur de totes les coses. L'èxtasi de la Pítia, per tant, no tenia res a veure amb Apol·lo, però l'oracle era tan antic que els sacerdots d'Apol·lo el van mantenir sota el seu control i es va convertir en un dels més poderosos centres religiosos i polítics de l'antiguitat. La versió més antiga d'aquest mite es troba a l'Himne homèric a Apol·lo, escrit potser al segle vi aC, que ve a dir que a finals del segon mil·lenni, els doris, una de les quatre tribus gregues principals, van envair Grècia, es van apoderar d'alguns dels santuaris i van canviar-ne les advocacions. A Delfos, Apol·lo va substituir Gea i la serp va ser morta i destruïda, però l'èxtasi de la Pítia es va conservar.

## Funcionament
Per proferir les seves prediccions, la Pítia se situava damunt d'una esquerda que hi havia a terra i escoltava les visions profètiques provinents de les profunditats. Segons els antics, l'origen d'aquesta inspiració extàtica eren uns vapors que provenien de les profunditats i que, inhalats per la sacerdotessa, li infonien la inspiració divina. Iàmblic de Calcis diu que la Pítia rebia un alè subtil que provenia d'una esquerda a terra o profetitzava asseguda en un trípode de bronze o en un tamboret de quatre potes consagrat al déu. Llavors, s'il·luminava pel foc diví, que sorgia de l'esquerda i s'omplia de la claredat del déu. Apol·lo li transmetia les paraules de la profecia.
Pel que fa als oracles oferts per la sacerdotessa, eren generalment expressats en vers, i eren força ambigus. Plutarc recull la següent frase d'Heraclit: «L'oracle de Delfos no diu ni amaga res, dona signes».
Se sap que l'elecció de la Pítia es feia sense cap distinció de classes. A la candidata hom li exigia que la seva vida i els seus costums fossin irreprotxables. El nomenament era vitalici i es comprometia a viure per sempre al santuari. Durant els segles d'apogeu de l'oracle, va ser necessari nomenar fins a tres pitonisses per poder atendre les innombrables consultes que es requerien. No obstant això, en els temps de decadència, només n'hi va haver una, suficient per als pocs oracles que es feien.

### Oracles de Cresos
Cresos (560 aC-546 aC) va ser el darrer rei de Lídia. Tradicionalment, es coneixen dos oracles oferts al rei Cresos:
- En una ocasió,[6][7] envià una consulta a l'oracle perquè s'estava preparant per envair el territori persa i volia saber si el moment era propici. L'oracle afirmà: ἤν στρατεύηται ἐπὶ Πέρσας, μεγάλην ἀρχήν μιν καταλύσειν"/"Croesus Halyn penetrans magnam pervertet opum vim («Cresos, si passes el riu Halis (que fa frontera entre Lídia i Pèrsia), destruiràs un gran imperi». La resposta s'interpretà com a favorable donant per fet que el gran imperi era el dels perses. Però el «gran imperi» que es destruí va ser el seu, i Lídia passà a poder dels perses. Això és un exemple de l'ambigüitat en les respostes. Moltes d'aquestes van ser recollides per autors clàssics. En realitat, l'oracle no tractava d'endevinar els fets sinó de donar bons consells, cosa que no era massa difícil, ja que al santuari es disposava de l'última notícia i dels últims esdeveniments del món conegut.

- També segons Xenofont i algunes col·leccions gregues de versos gnòmics, davant d'una consulta del mateix rei se li va respondre la famosa frase: εἰ θνητός εἶ, βέλτιστε, θνητὰ καὶ φρόνει («'Si ets humà, procura pensar en coses humanes'»). Aquesta màxima es basa en la idea que, per aconseguir la felicitat i l'autoestima, cal conèixer els propis límits i acceptar-se'ls.[3]